# Mesembryanthemum nitidum
Mesembryanthemum nitidum är en isörtsväxtart som beskrevs av Adrian Hardy Haworth. Mesembryanthemum nitidum ingår i Isörtssläktet som ingår i familjen isörtsväxter. Inga underarter finns listade i Catalogue of Life.